# Широкоярский сельсовет
Широкоярский сельсовет — сельское поселение в Мошковском районе Новосибирской области Российской Федерации.
Административный центр — посёлок Широкий Яр.

## История
Статус и границы сельского поселения установлены Законом Новосибирской области от 2 июня 2004 года № 200-ОЗ «О статусе и границах муниципальных образований Новосибирской области»

## Население
| 2002  | 2010  | 2012  | 2013  | 2014  | 2015  | 2016  |
| ----- | ----- | ----- | ----- | ----- | ----- | ----- |
| 1490  | ↘1265 | ↗1270 | ↗1285 | ↗1307 | ↘1303 | ↗1335 |
| 2017  | 2018  | 2019  | 2020  | 2021  |       |       |
| ↘1328 | ↗1353 | ↗1371 | ↗1383 | ↘1353 |       |       |

## Состав сельского поселения
| № | Населённый пункт  | Тип населённого пункта          | Население |
| - | ----------------- | ------------------------------- | --------- |
| 1 | Новоалександровка | село                            | ↗24       |
| 2 | Участок-Балта     | село                            | ↘411      |
| 3 | Широкий Яр        | посёлок, административный центр | ↘830      |